# Alexander Schwab
Alexander Schwab (ur. 4 stycznia 1992) – niemiecki lekkoatleta specjalizujący się w biegach średnich. 
Podczas olimpijskiego festiwalu młodzieży Europy w 2009 zdobył brązowy medal w biegu na 1500 metrów. W 2011 na eliminacjach zakończył start w biegu na 800 metrów oraz zdobył brązowy medal w biegu na 1500 metrów podczas juniorskich mistrzostw Europy. 
Rekordy życiowe: bieg na 800 metrów – 1:48,48 (13 sierpnia 2011, Mannheim); bieg na 1500 metrów – 3:44,82 (23 lipca 2011, Tallinn)